# Christoph Ahlhaus
Christoph Ahlhaus, född 28 augusti 1969 i Heidelberg är en tysk politiker (CDU) och jurist. Ahlhaus var från augusti 2010 till 7 mars 2011 Hamburgs förste borgmästare (Erster Bürgermeister), vilket innebär regeringschef för delstaten Hamburg.